# Yákov Tólstikov
Yákov Tólstikov (Prokópievsk, Rusia, 20 de mayo de 1959) es un deportista ruso retirado, especializado en carreras de fondo. Ganó la prestigiosa maratón de Londres en la edición de 1991 con un tiempo de 2:09:17. Participó en la maratón de las Olimpiadas de Barcelona 1992 en la que terminó en el puesto n.º 22.